# Felipe Guevara Stephens
Luis Felipe Guevara Stephens (Santiago, 5 de agosto de 1967) es un político chileno, miembro de Renovación Nacional (RN). Entre 2008 y 2019 se desempeñó como alcalde de la comuna de Lo Barnechea. Fue designado por Sebastián Piñera como intendente de la región Metropolitana en octubre de 2019, función que desempeñó hasta julio de 2021, cuando el cargo fue reemplazado por el de delegado presidencial. Ejerció ese nuevo cargo hasta su renuncia en octubre de 2021, siendo acusado por corrupción

## Familia y estudios
Estudió en el Colegio Tabancura donde cursó su enseñanza básica y media. Sus estudios superiores los efectuó en la Pontificia Universidad Católica de Chile, donde obtuvo el grado de Licenciado en Historia.
Asimismo cuenta con dos diplomados y con el grado de Magíster en Gerencia y Políticas Públicas en la Universidad Adolfo Ibáñez y Máster en Business Administration de la Universidad de Los Andes.
Está casado con María Magdalena Agüero Aguirre y tiene cinco hijos.

## Carrera política

### Inicios y alcalde de Lo Barnechea

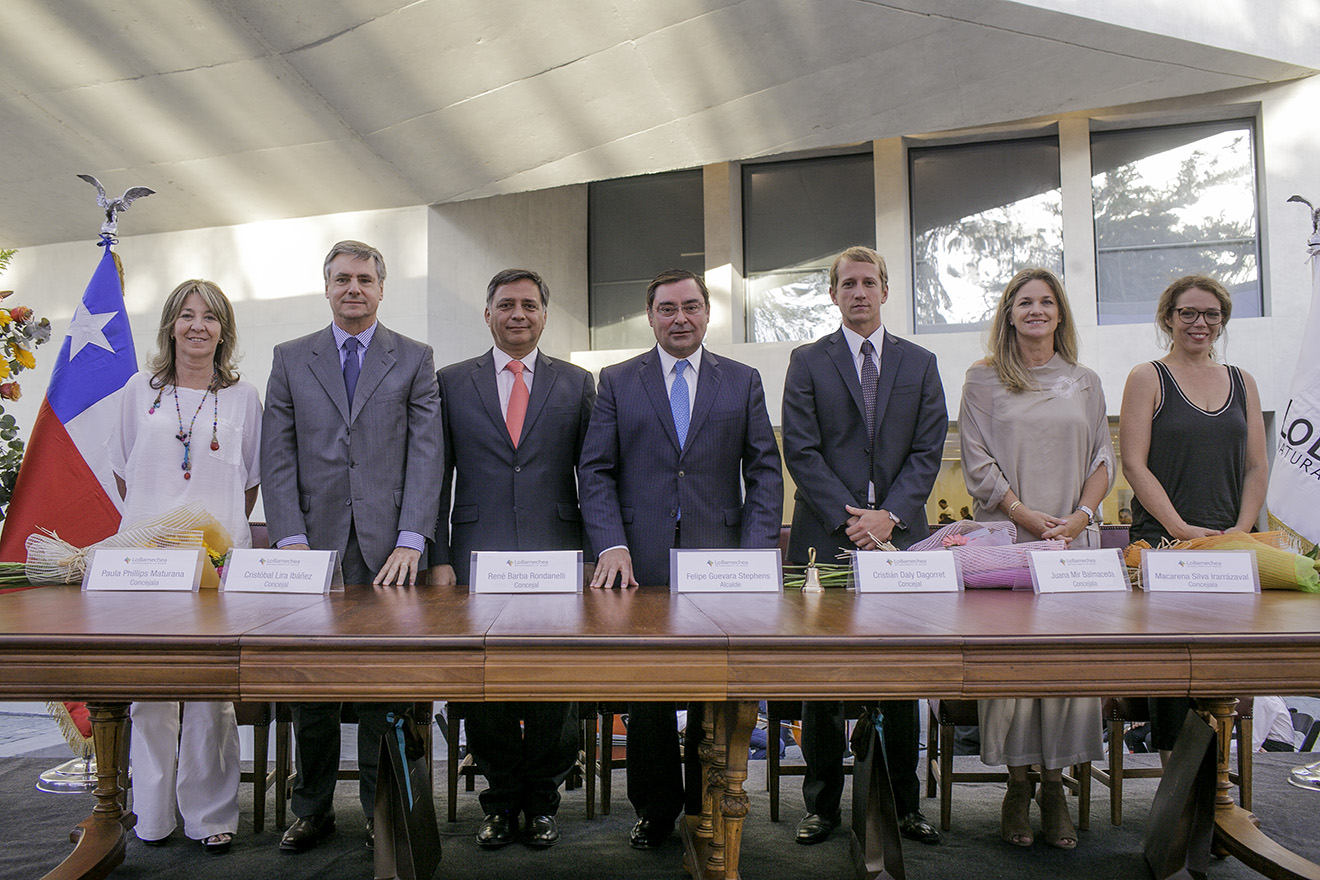
Concejo municipal de Lo Barnechea en 2016.

Es militante de Renovación Nacional (RN). Trabajó durante 12 años como director de Desarrollo Comunitario en la Municipalidad de Vitacura, desempeñándose en proyectos del área social como educación y salud, actividad que complementó con la academia en las universidades Adolfo Ibáñez y de Los Andes, junto con sus labores como investigador en el Instituto Libertad.
En las elecciones municipales de 2008 fue elegido como alcalde de la Municipalidad de Lo Barnechea, siendo reelegido en las elecciones de 2012 y 2016. Paralelamente ha sido presidente de la Asociación Municipal de Seguridad Zona Oriente (AMZSO), y vicepresidente de la Mesa Directiva de RN.

### Intendente de Santiago
Renunció a la alcaldía de Lo Barnechea el 29 de octubre de 2019. Al día siguiente fue designado intendente de la Región Metropolitana de Santiago por el presidente Sebastián Piñera, en reemplazo de Karla Rubilar, quien había sido nombrada ministra Secretaria General de Gobierno de Chile.

#### Acusación constitucional
El 2 de enero de 2020, los diputados Gabriel Ascencio, Ricardo Celis, Luis Rocafull, Tomás Hirsch, Gael Yeomans, Claudia Mix y Karol Cariola presentaron una acusación constitucional contra Guevara, acusándolo de violación al derecho a reunión y la libertad de expresión respecto de las protestas suscitadas en el marco del estallido social iniciado en octubre de 2019, en especial por el uso de la estrategia de copamiento de las fuerzas de Carabineros en la zona de Plaza Baquedano y sus alrededores, que resultarían con el fallecimiento de Mauricio Fredes, el 27 de diciembre de 2019. Los parlamentarios José Miguel Castro, Pablo Lorenzini, José Miguel Ortiz, Alejandra Sepúlveda y Diego Ibáñez fueron sorteados como integrantes de la Comisión Acusadora.
La defensa de Guevara alegó falta de estándares de convicción de la prueba o de evidencia de infracción jurisdiccional, pues se basarían en notas de la prensa y publicaciones de redes sociales, y que los actos de violencia policial no podrían ser atribuidas a su persona, sino que a Carabineros, distinguiendo entre las funciones de las fuerzas policiales y las del intendente.
La Cámara de Diputados aceptó la admisibilidad de la acusación el 23 de enero, el resultado de la admisibilidad de la acusación fue el siguiente:
| Fecha               | Resultado                              | Voto |    |    |    |   |   |   |   |   |   |   |   |   |   |   |   |   | Ind. | Total  |
| ------------------- | -------------------------------------- | ---- | -- | -- | -- | - | - | - | - | - | - | - | - | - | - | - | - | - | ---- | ------ |
| 23 de enero de 2020 | Aprobado · Suspendido de sus funciones | Sí   |    |    | 18 | 7 | 9 | 7 | 7 |   | 4 | 4 | 3 | 3 | 2 | 2 | 1 |   | 7    | 74/155 |
| 23 de enero de 2020 | Aprobado · Suspendido de sus funciones | No   | 34 | 29 |    |   |   |   |   | 6 |   |   |   |   |   |   |   |   | 2    | 71/155 |
| 23 de enero de 2020 | Aprobado · Suspendido de sus funciones | Abs. |    |    |    | 1 |   |   |   |   |   |   |   |   |   |   |   |   |      | 1/155  |
| 23 de enero de 2020 | Aprobado · Suspendido de sus funciones | Aus. |    | 1  |    | 5 |   |   |   |   | 1 |   |   |   |   |   |   | 1 | 1    | 9/155  |

Tras la aprobación de la Cámara de Diputadas y Diputados pasa al Senado, donde se rechazó la acusación por no alcanzar el quorum requerido, la acusación contó con 18 votos a favor, 15 en contra y dos abstenciones, el 4 de febrero.
| Fecha                | Resultado                      | Voto      |   |   |   |   |   |   |   |   | Ind. | Total |
| -------------------- | ------------------------------ | --------- | - | - | - | - | - | - | - | - | ---- | ----- |
| 4 de febrero de 2020 | Rechazado · Declarado inocente | Sí        |   |   | 7 | 5 | 2 | 1 | 1 |   | 2    | 18/43 |
| 4 de febrero de 2020 | Rechazado · Declarado inocente | No        | 8 | 6 |   |   |   |   |   | 1 |      | 15/43 |
| 4 de febrero de 2020 | Rechazado · Declarado inocente | Abs./Par. | 1 |   |   |   | 2 |   |   |   |      | 3/43  |
| 4 de febrero de 2020 | Rechazado · Declarado inocente | Aus.      |   | 3 | 1 | 2 | 1 |   |   |   |      | 7/43  |

### Delegado presidencial
En julio de 2021, cuando el cargo de intendente regional fue reemplazado por el de delegado presidencial, Guevara fue ratificado en su puesto por el presidente Sebastián Piñera. Desempeñó sus funciones hasta octubre de 2021, cuando renunció luego de que la Contraloría General de la República ordenó un sumario en su contra debido a una licitación que había ganado su hermano en la comuna de La Granja.

### Concejal Por San Miguel
En octubre de 2024 fue electo Concejal en San Miguel.

## Controversias

### Violencia Intrafamiliar
En octubre de 2006 la cónyuge de Guevara, María Magdalena Agüero, presentó una denuncia por violencia intrafamiliar en su contra, donde se detalla el sufrimiento de maltrato verbal y físico. La denuncia fue posteriormente retirada por Agüero. Estos hechos fueron dados a conocer públicamente en 2016. El matrimonio emitió un comunicado donde afirman que, si bien habían pasado por una crisis familiar y matrimonial, «nunca hubo hechos de agresión o de violencia, como los erróneamente señalados».
En 2020 la Coordinadora 8M respondió a Guevara, quien como intendente de Santiago se negaba a autorizar la marcha por el Día Internacional de la Mujer, afirmando que «sabemos que el intendente Guevara es un agresor de mujeres y como feministas no estamos en condiciones ni dispuestas a negociar con él».

### Acusaciones de Corrupción

#### Fraude al Fisco
El 31 de agosto de 2021 a raíz de las denuncias de malversación de fondos públicos en Vitacura, el actual alcalde de Lo Barnechea Cristóbal Lira (UDI) solicitó a través de un oficio a la Contraloría General de la República "incorporar en su plan de auditoría la fiscalización de los recursos públicos otorgados por la Municipalidad de Lo Barnechea a sus corporaciones, organizaciones funcionales y asociaciones durante la gestión anterior y la actual", administración anterior que era comandada por Felipe Guevara. También Lira denunció ante el Ministerio Público el no pago de derechos de publicidad y ocupación de un letrero ubicado en calle Raúl Labbé por parte de la empresa Global Media S.A., calculando un perjuicio de 1.800 millones de pesos entre 2017 y 2020. El 3 de septiembre Guevara declaró a La Tercera que no existían irregularidades con la empresa Global Media S.A., sin embargo, el pasado 13 de julio la Corte Suprema ratificó que Guevara otorgó un permiso ilegal a dicha empresa para publicidad en 70 puntos de bien nacional de uso público de Lo Barnechea.

#### Conflicto de Intereses
El 1 de octubre de 2021, se reveló que Contraloría le abrió un sumario a Guevara, debido a un eventual conflicto de interés, que se le adjudicara un contrato por más de 6.770 millones de pesos a su hermano, Matías Guevara Stephens quién tenía participación en las constructora, para la realización millonario proyecto del Polideportivo San Gregorio en La Granja, el cual se dejó abandonado con un 52% de avance de la obra. Debido a esta acusación, Guevara renunció a su cargo de delegado presidencial.

## Historial electoral

### Elecciones parlamentarias de 1997
- Elecciones parlamentarias de 1997, candidato a diputado por el Distrito N.°33 (Codegua, Coinco, Coltauco, Doñihue, Graneros, Machalí, Malloa, Mostazal, Olivar, Quinta de Tilcoco, Rengo y Requinoa)[17]

| Candidato                    | Pacto                          | Partido | Votos  | %     | Resultado |
| ---------------------------- | ------------------------------ | ------- | ------ | ----- | --------- |
| Juan Pablo Letelier Morel    | Concertación por la Democracia | PS      | 58 710 | 57,58 | Diputado  |
| Juan Esteban Montero Matta   | Unión por Chile                | UDI     | 12 094 | 11,86 |           |
| Ricardo Rincón González      | Concertación por la Democracia | PDC     | 8901   | 8,73  | Diputado  |
| Ana María Cádiz Whipple      | Chile 2000                     | UCCP    | 7642   | 7,49  |           |
| Felipe Guevara Stephens      | Unión por Chile                | RN      | 5435   | 5,33  |           |
| Mario Ibarra Contreras       | La Izquierda                   | PCCh    | 3624   | 3,55  |           |
| Robin Maclean Boyd           | Chile 2000                     | UCCP    | 2119   | 2,08  |           |
| Rafael Canto Escobar         | Humanista                      | PH      | 1558   | 1,51  |           |
| Luis Enrique Paredes Pizarro | La Izquierda                   | ILD     | 1074   | 1,05  |           |
| José Ramón Riquelme Riquelme | Humanista                      | PH      | 831    | 0,81  |           |

### Elecciones municipales de 2008
- Elecciones municipales de 2008, para la alcaldía de Lo Barnechea.[18]

| Candidato               | Pacto              | Partido | Votos  | %     | Resultado |
| ----------------------- | ------------------ | ------- | ------ | ----- | --------- |
| Felipe Guevara Stephens | Alianza            | RN      | 21 062 | 79,32 | Alcalde   |
| Nancy Huenante Vega     | Juntos Podemos Más | ILD     | 5492   | 20,68 |           |

### Elecciones municipales de 2012
- Elecciones municipales de 2012, para la alcaldía de Lo Barnechea.[19]

| Candidato                    | Pacto               | Partido | Votos  | %     | Resultado |
| ---------------------------- | ------------------- | ------- | ------ | ----- | --------- |
| Felipe Guevara Stephens      | Coalición           | RN      | 18 616 | 74,89 | Alcalde   |
| Atilio Herrera Ortiz         | Igualdad para Chile | ILA     | 3268   | 13,15 |           |
| Consuelo Rebolledo Rebolledo | Por un Chile Justo  | PPD     | 2468   | 9,93  |           |
| Carlos Cofré                 | Más Humanos         | PH      | 505    | 2,03  |           |

### Elecciones municipales de 2016
- Elecciones municipales de 2016, para la alcaldía de Lo Barnechea.[20]

| Candidato               | Pacto                           | Partido | Votos  | %     | Resultado |
| ----------------------- | ------------------------------- | ------- | ------ | ----- | --------- |
| Felipe Guevara Stephens | Chile Vamos                     | RN      | 16 592 | 56,15 | Alcalde   |
| Carlos Ward Edwards     | Independientes (Fuera de pacto) | Ind.    | 10 613 | 35,92 |           |
| Atilio Herrera Ortiz    | Pueblo Unido                    | IGUAL   | 1333   | 4,51  |           |
| Rafael Walker Salgado   | Nueva Mayoría                   | ILE     | 1012   | 3,42  |           |

### Elecciones municipales de 2024
Concejales para la comuna de San Miguel (Se consideran sólo los candidatos que resultaron elegidos para el Concejo Municipal)
| Candidato                | Partido | Votos | %     | Resultado |
| ------------------------ | ------- | ----- | ----- | --------- |
|                          | PC      | 7888  | 17,91 | Concejala |
| Felipe Guevara Stephens  | RN      | 6982  | 15,85 | Concejal  |
| Eva Merino Garcés        | ILE     | 3594  | 8,16  | Concejal  |
| Guillermo Agüero Garces  | PRep    | 3500  | 7,95  | Concejal  |
| Claudio Escobar Oyarzún  | IND     | 3441  | 7,81  | Concejal  |
| Luis Sanhueza Bravo      | RN      | 2344  | 5,32  | Concejal  |
| Viviana LLambias Miranda | FA      | 2344  | 5,32  | Concejala |
| Gabriel Zúñiga Aravena   | PS      | 2344  | 5,32  | Concejala |